# Franck Schott
Franck Schott (* 16. Mai 1970 in Saint-Paul, Réunion) ist ein ehemaliger französischer Schwimmer. Er gewann bei Europameisterschaften zwei Silbermedaillen und eine Bronzemedaille. Außerdem siegte er fünfmal bei Mittelmeerspielen.

## Sportliche Karriere
Der 1,87 Meter große Franck Schott schwamm zunächst für Canet 66 in Canet-en-Roussillon und später für den Racing Club de France in Paris. Schott war Spezialist im Rückenschwimmen.
1988 bei den Olympischen Spielen in Seoul belegte Schott über 100 Meter Rücken den zehnten Platz, nachdem er im B-Finale Zweiter geworden war. Die 4-mal-100-Meter-Lagenstaffel mit Franck Schott, David Leblanc, Ludovic Dépickère und Bruno Gutzeit erreichte die zehntschnellste Vorlaufzeit und verfehlte die Finalteilnahme um über eine Sekunde. 1989 bei den Europameisterschaften in Bonn schlug die sowjetische Lagenstaffel mit 1,65 Sekunden Vorsprung an vor Franck Schott, Cédric Pénicaud, Bruno Gutzeit und Stéphan Caron. Die Franzosen hatten 0,05 Sekunden Vorsprung vor den Italienern.
Anfang 1991 bei den Weltmeisterschaften in Perth schied Schott über 100 Meter Rücken als 19. der Vorläufe aus. Die französische Lagenstaffel wurde im Vorlauf disqualifiziert. Bei den Mittelmeerspielen in Athen siegte Schott über 100 Meter Rücken und belegte den sechsten Platz über 200 Meter Rücken. Die Lagenstaffel mit Franck Schott, Cédric Pénicaud, Franck Esposito und Christophe Kalfayan gewann mit zwei Sekunden Vorsprung vor dem spanischen Quartett. Im August 1991 bei den Europameisterschaften in Athen hatte die Lagenstaffel mit Franck Schott, Cédric Pénicaud, Bruno Gutzeit und Christophe Kalfayan als Zweite über anderthalb Sekunden Rückstand auf die sowjetische Staffel. Die drittplatzierten Ungarn erreichten das Ziel zwei Zehntelsekunden hinter den Franzosen. Über 100 Meter Rücken erschwamm Schott die Bronzemedaille hinter dem Spanier Martín López-Zubero und dem Deutschen Dirk Richter.
Ein Jahr später bei den Olympischen Spielen in Barcelona schwamm die 4-mal-100-Meter-Freistilstaffel mit Christophe Kalfayan, Franck Schott, Frédéric Lefèvre und Stéphan Caron auf den vierten Platz mit über einer Sekunde Rückstand auf die drittplatzierten Deutschen. Über 100 Meter Rücken erreichte Schott den Endlauf und schlug als Sechster an. Die Lagenstaffel mit Franck Schott, Stéphane Vossart, Bruno Gutzeit und Stéphan Caron, belegte den fünften Platz.
Die Mittelmeerspiele 1993 fanden im Juni in Languedoc-Roussillon statt. Schott gewann über die 100 Meter Rücken. Die 4-mal-100-Meter-Freistilstaffel siegte mit Ludovic Dépickère, Bruno Gutzeit, Franck Schott und Christophe Kalfayan und hatte zweieinhalb Sekunden Vorsprung vor den Spaniern. Die 4-mal-100-Meter-Lagenstaffel mit Franck Schott, Stéphane Vossart, Bruno Gutzeit und Christophe Kalfayan schlug zwei Sekunden vor den zweitplatzierten Spaniern an. 1994 bei den Weltmeisterschaften in Rom wurde Schott über 100 Meter Rücken als Sieger des B-Finales Neunter. Die Lagenstaffel mit Schott, Penicaud, Esposito und Kalfayan erreichte das Ziel als Sechste.
Bei den Olympischen Spielen 1996 in Atlanta erreichte Schott den achten Platz über 100 Meter Rücken. Die 4-mal-100-Meter-Lagenstaffel mit Schott, Vladimir Latocha, Esposito und Nicholas Gruson verfehlte als Vorlaufelfte das Finale um 0,71 Sekunden. Danach nahm Schott nicht mehr an internationalen Meisterschaften teil. Im Weltcup trat er 2001 letztmals an.